# La Vie chez les automobiles
 (avril 2020).
Si vous disposez d'ouvrages ou d'articles de référence ou si vous connaissez des sites web de qualité traitant du thème abordé ici, merci de compléter l'article en donnant les références utiles à sa vérifiabilité et en les liant à la section « Notes et références ».
Albums de Nino Ferrer
La Désabusion
(1993) Concert chez Harry
(1995)
La Vie chez les automobiles est le quinzième et dernier album studio de Nino Ferrer, paru en 1994 sur le label Fnac Music.

## Description
L'album, de onze titres, est constitué de reprises de vieilles chansons de l'artiste et d'inédits et se clôture par une Marseillaise. Le disque est collaboratif : il fait intervenir sa femme Kinou (Besame Mucho), son fils Arthur (Planète magique) et les habitants de Montcuq (Il pleut bergère, La Marseillaise), village où le chanteur s'est retiré et où l'album a été enregistré dans son studio de La Taillade.
Il paraît peu de temps après La Désabusion et est offert en supplément de ce dernier. Il précède Concert chez Harry, album live qui sera son dernier.

## Liste des titres
| No  | Titre                   | Durée |
| --- | ----------------------- | ----- |
| 1.  | Planète magique         |       |
| 2.  | Caroline aux yeux bleus |       |
| 3.  | Besame mucho            |       |
| 4.  | Mirza                   |       |
| 5.  | Il pleut bergère        |       |
| 6.  | Amar's bar              |       |
| 7.  | Un an d amour           |       |
| 8.  | Autre temps             |       |
| 9.  | Marée noire             |       |
| 10. | Le Sud                  |       |
| 11. | La Marseillaise         |       |